# Schloss Emmenhausen

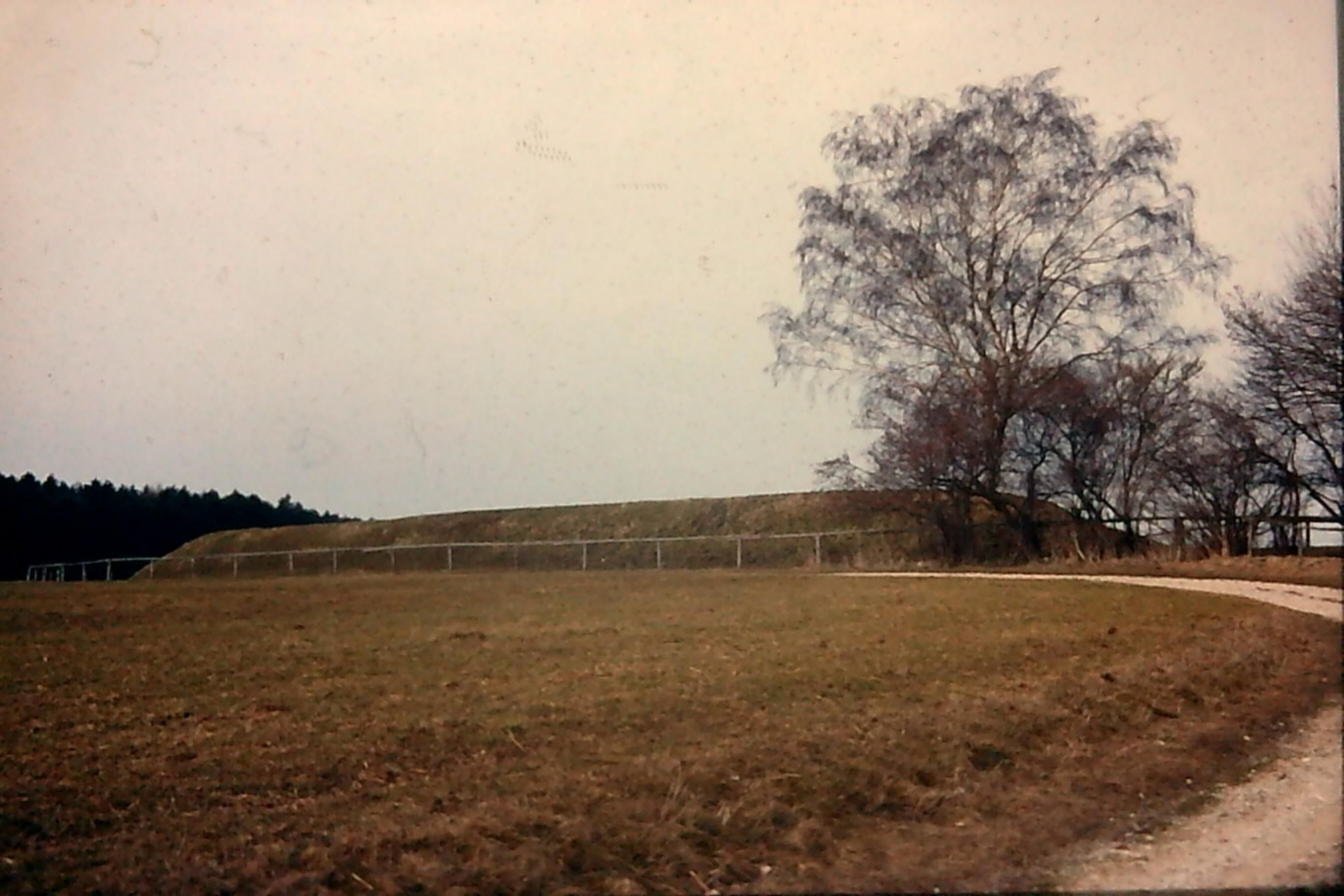
Wall um das Schloss Emmenhausen (1973)

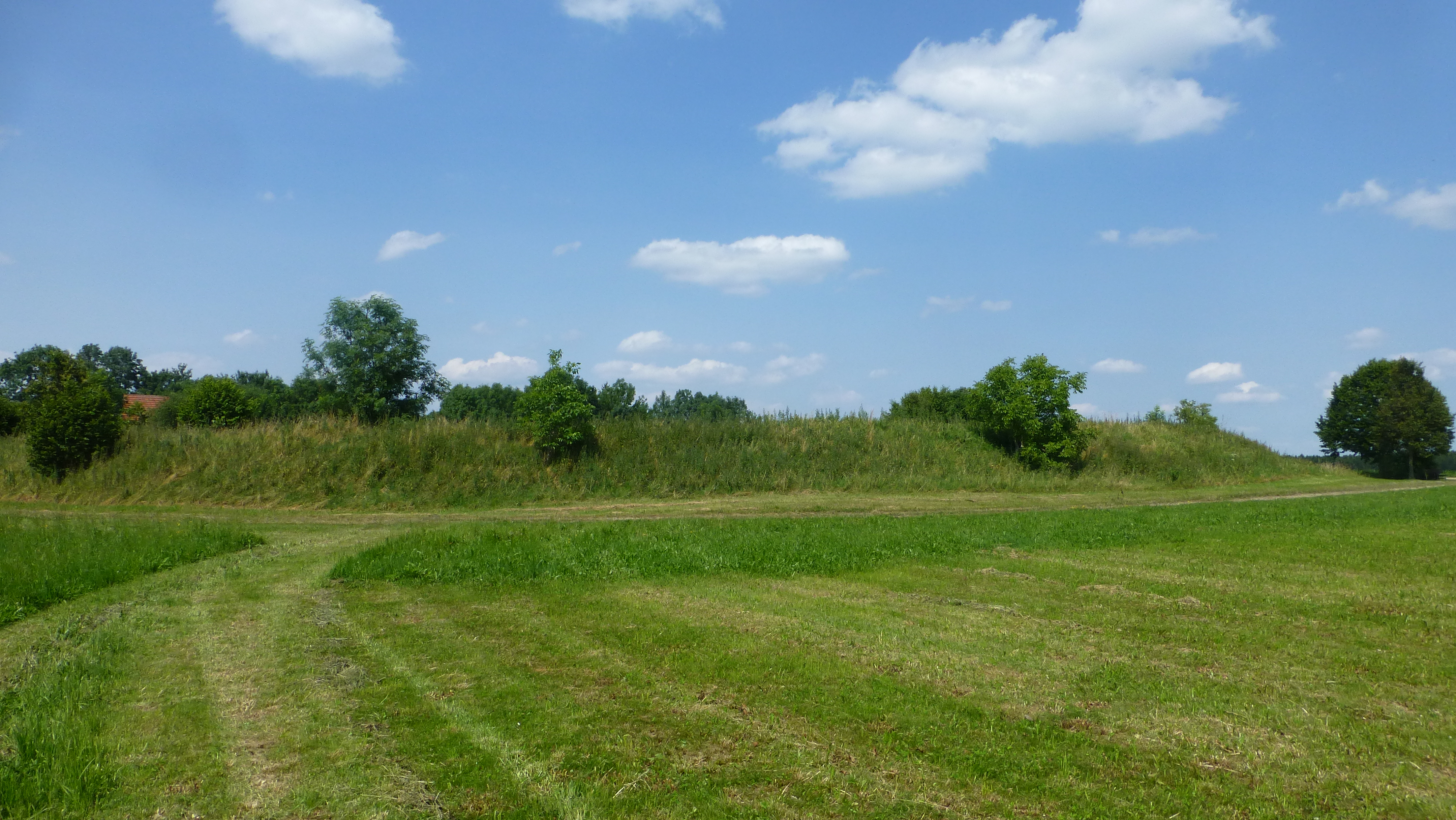
Wall um das Schloss Emmenhausen (2013)

Das sogenannte Schloss Emmenhausen stand in Emmenhausen, einem Ortsteil von Waal.

## Beschreibung
Das Schloss Emmenhausen befand sich auf der Anhöhe etwa 300 Meter südöstlich der Pfarrkirche. Die Abbildung ist eine Nachzeichnung aus der Kaufbeurer Landtafel im Stadtmuseum Kaufbeuren. Diese wird in die Zeit zwischen 1600 und 1650 datiert. Danach bestand das „Schloss“ aus einem hohen Wohnturm mit einer Hochwacht und Wirtschaftsgebäuden. Der Komplex war mit einer Mauer eingefriedet. Es ist nicht bekannt, ob die Abbildung der Wirklichkeit entsprach.
Heute ist südlich und westlich nur noch ein ehemals annähernd quadratischer Wall zu sehen, der etwa 3 Meter hoch ist. Er hatte eine Seitenlänge von ca. 70 Metern. Wann er aufgeworfen wurde, ist unklar. Die Abbildung der Landtafel zeigt ihn nicht, aber im bayerischen Uraufnahmeblatt von 1811 ist er in seiner ganzen Ausdehnung eingetragen. Hier erkennt man auch den Grundriss eines Gebäudes mit 24 Metern Länge und 11 Metern Breite, das im „Schlossgarten“ stand. Vermutlich war das der sogenannte Zehentstadel (alte Hausnummer 40).

## Geschichte
Nachdem der alte Burgstall Emmenhausen als Wohngebäude aufgegeben worden war, begannen 1474 die Ortsherren Ulrich, Anton, Hans und Peter Honold mit großen Unkosten „von Grund auf“ ein Schloss zu erbauen. Nach einer anderen Lesart geschah das um 1480. 1482 und 1484 sind in Emmenhausen zwei Kinder des Anton Honold auf die Welt gekommen.
Nach dem Verkauf der Herrschaft Emmenhausen durch die honoldischen Erben 1609 an das Kloster Hl. Kreuz in Augsburg setzte dieses in der Neuerwerbung sogenannte Gerichtsvögte ein, die ihren Wohnsitz zunächst vielleicht noch im Schloss hatten. Für 1698 ist dann überliefert, dass es sich bei dem Schloss um ein „uralts gebäu“ handele. Zu diesem Zeitpunkt lebten die Amtmänner wohl in dem zum Schloss gehörenden Anwesen Nr. 39 außerhalb des nördlichen Walles, sicher aber der letzte Gerichtsvogt und spätere königlich bayerische Forstjäger Nikolaus Früholz, an den eine Gedenktafel in der Emmenhausener Pfarrkirche erinnert. Früholz erlitt großen Schaden, als im Juli 1800 napoleonische Truppen in Emmenhausen plünderten. Er gab an, dass ihm persönlich ein Verlust in Höhe von 482 Gulden entstanden sei. Die Franzosen seien auch in das „herrschaftliche Schloss“ eingedrungen. Sie hätten Türen und Kästen aufgesprengt und Bettzeug sowie eine große Pendeluhr entwendet. Es ist demnach anzunehmen, dass im Schloss noch Räumlichkeiten bewohnbar waren, obwohl berichtet wird, dass ab 1780 dort ein allmählicher Verfall stattfand.
1826 wurde das Schloss Emmenhausen abgetragen.

## Schlosskapelle
Aus den Verkündbüchern der Pfarrei Emmenhausen geht hervor, dass es im Schloss eine Kapelle gab. Sie hatte ihr Patrozinium am 5. August (Maria zum Schnee). 1774 und 1793 wurde dort eine Heilige Messe gelesen. 1794 fand eine Prozession zur „capella Arcis“ statt, wo ein Rosenkranz gebetet wurde. Zum letzten Mal wird die Kapelle 1801 erwähnt, als der Pfarrer dort für die Gemeinde eine Wettermesse hielt.
Nach der Säkularisation, 1803, nahm Amtmann Früholz (1750–1833) alle Ausstattungsgegenstände an sich, nur das Messbuch überließ er gegen ein Entgelt dem Ortspfarrer. 1832 wurden im Pfarrhof Kirchengerätschaften versteigert, vermutlich auch solche aus der Schlosskapelle.
Mit dem Abbruch des Schlosses Emmenhausen verschwand auch die dortige Kapelle.